# Carla Espinosa
Pour les articles homonymes, voir Espinosa.
Carla Espinosa est un des personnages principaux de la série américaine Scrubs durant les huit premières saisons, et la seule à ne pas apparaitre dans la saison 9. Elle est interprétée par Judy Reyes.
Elle est infirmière en chef à l'hôpital du Sacré-Cœur à l'arrivée du groupe de J.D., Turk et Elliot.

## Le personnage

### Sa vie au Sacré Cœur
Au début de la série, elle travaille au Sacré-Cœur depuis huit ans, avant l'arrivée de J.D., Turk et Elliot.
Très maternelle, elle n'hésite pas à prendre en charge des procédures basiques que les internes n'arrivent pas encore à exécuter, ou à se mêler des vies personnelles des autres personnages et leur donner des conseils, notamment J.D. et le docteur Cox.
Sa position d'infirmière en chef lui pèse parfois, étant méprisée par de nombreux médecins, sauf son cercle d'amis composé de J.D., Elliot, Turk et Cox, qui sont eux aussi médecins.

### Vie privée
Carla est née en République dominicaine, qu'elle a quitté enfant pour immigrer à Chicago. Son père a quitté la maison alors qu'elle était encore jeune.
Elle est rapidement séduite par Chris Turk, et ont une des relations les plus longues de la série, puisqu'ils se marient et ont une fille. La naissance de sa fille la fera sombrer dans un dépression post-partum qu'elle dénie, et aura énormément de mal à surmonter. Elle tombe à nouveau enceinte dans la saison 8.
Carla a un frère, Marco, joué par Freddy Rodriguez, qui ne s'entend pas avec Turk depuis que ce dernier a pris pour un voiturier lors l'enterrement de la mère de Carla. Marco ne parle qu'en espagnol devant Turk pour garder un lien avec sa sœur, mais Turk découvrira qu'il parle parfaitement anglais.
Carla a eu énormément de mal à sympathiser avec Elliot, qu'elle considérait comme une enfant de famille aisée. Cependant Carla apprendra à la connaitre malgré ses défauts et elles finiront toutes les deux par être meilleures amies, ce qui vaudra à Carla des reproches de la part des collègues infirmières qui trouvent qu'elle a sympathisé avec trop de médecins (Elliot, Dr Cox, mariée au Dr Turk…)